# Famille de gènes
Une famille de gènes est un ensemble de gènes codant une série de protéines formant une famille de protéines. On considère généralement que les familles de gènes se sont formées par les duplications successives de gènes depuis un gène ancestral unique, et la divergence des séquences des gènes par accumulation de mutations au cours des générations.
Les familles de gènes codent généralement des protéines ayant des caractéristiques proches en termes de structure, de fonction enzymatique et de fonction cellulaire.
On parlera de famille multigénique pour décrire une famille de gènes présentant plusieurs membres dans un même génome.
Le terme famille de gènes peut parfois être utilisé pour décrire un groupe de gènes non apparentés, mais partageant une fonction cellulaire commune.